# Al-Mosul SC
Der Al-Mosul Sports Club (arabisch نادي الموصل الرياضي, DMG Nādī l-Mauṣil ar-riyāḍī) ist ein 1947 gegründeter irakischer Sportverein aus Mossul. Aktuell (Stand Juli 2025) spielt der Verein in der ersten Liga.

## Erfolge
- Irakischer Zweitligameister: 1981/82, 2001/02, 2024/25
- Irakischer Drittligameister: 2023/24

## Stadion

University of Mosul Stadium

Der Verein trägt seine Heimspiele im University of Mosul Stadium in Mossul aus. Das Stadion hat ein Fassungsvermögen von 5000 Personen.

## Trainer
| Trainer      | Nation | von             | bis |
| ------------ | ------ | --------------- | --- |
| Jaseb Sultan | Irak   | 24. August 2024 |     |